# Vähä Tahkosaari
Vähä Tahkosaari är en ö i Finland. Den ligger i sjön Mahnalanselkä och i kommunen Tavastkyro i den ekonomiska regionen Tammerfors och landskapet Birkaland, i den södra delen av landet, 170 km nordväst om huvudstaden Helsingfors. Öns area är 0,6 hektar och dess största längd är 130 meter i sydöst-nordvästlig riktning.